# پینگدینگشان
پینگدینگشان (به لاتین: Pingdingshan) یک شهر مرکزی در جمهوری خلق چین است که در استان هنان واقع شده‌است.

## خصوصیات
پینگدینگشان ۷٬۸۴۸ کیلومترمربع مساحت و ۴٬۹۰۴٬۷۰۱ نفر جمعیت دارد.